# Dive Dibosso
Dive Dibosso (1972) es un productor musical de España. Se dio a conocer como productor del grupo de hip hop 7 notas 7 colores, con el que en el año 2000 fue nominado a los Grammy latinos. En España, ha producido temas con los artistas de hip hop más importantes del país, entre los que destacan Mala Rodríguez, cuya canción Yo marco el minuto (Yo gano/Universal, 00) se convirtió en el tema central de la película Lucía y el sexo (2001), dirigida por Julio Medem.
Tras ser nominado a los Premios Grammy, Dive abandonó el plano de la producción para centrarse en la mezcla y masterización en el estudio que abrió junto a Eddy Drammeh, ambos fundadores y miembros del grupo Leon Drammaz. A lo largo de su trayectoria, ha trabajado con grupos de estilos tan distintos como funk, hip hop, dance hall, pop o rumba, y ha realizado la mezcla y producción de voces en estudio de discos de La kinky Beat o Dorian, entre muchos otros.
En 2012 regresó a la producción, desarrollando el proyecto Esperpento con Lilo927, Franklin y Payaso Manchego. En esta nueva etapa recurre a los sintetizadores analógicos para la creación en vivo de texturas sonoras.